# Croft No. 5
I Croft No. 5 sono un gruppo scozzese di World music scozzese/folk fusion.
Hanno suonato per 8 anni, dal 1998 al 2006, sciogliendosi per problemi di direzione musicale della band.

## Formazione
- John Somerville - Fisarmonicista.
- Banny (Spad?) Reid - Chitarrista.
- Duncan Lyall - Bassista.
- Paul Jennings - Percussionista.
- Innes Watson (Mischa Somerville?)- Flautista di tin whistle.

## Discografia
- Attention all personnel - 2001
- Talk of the future - 2004

## Sitografia internet
- Il sito ufficiale, su croftnofive.com. URL consultato il 10 gennaio 2007 (archiviato dall'url originale il 3 febbraio 2007).
- (EN)  Info